# Carex unilateralis
Espèce
Classification phylogénétique
Carex unilateralis est une espèce de plantes du genre Carex et de la famille des Cyperaceae.